# لانیفتسی
شهر لانیفتسی (به روسی: Ланівці) در استان ترنوپیل در کشور اوکراین واقع شده‌است. جمعیت این شهر ۸٬۶۸۰ نفر  است.